# Anormal-komplexe Zahl
Die anormal-komplexen Zahlen sind eine Erweiterung der reellen Zahlen {\displaystyle \mathbb {R} }, die sich von der der komplexen Zahlen dadurch unterscheidet, dass das Produkt ihrer nicht-reellen Einheit mit sich selbst nicht gleich −1, sondern gleich +1 ist.

## Definition
Die anormal-komplexen Zahlen (englisch split-complex numbers oder hyperbolic numbers; zur Begründung siehe weiter unten) bilden eine zweidimensionale hyperkomplexe Algebra über dem Körper {\displaystyle \mathbb {R} } der reellen Zahlen. Wie die Algebra der komplexen Zahlen wird diese Algebra von zwei Basiselementen erzeugt, der 1 und einer nicht-reellen Einheit, die zur Unterscheidung von der imaginären Einheit {\displaystyle i} der komplexen Zahlen hier mit {\displaystyle j} bezeichnet wird. Jede anormal-komplexe Zahl lässt sich demnach eindeutig als
{\displaystyle z=a+b\cdot j}
mit {\displaystyle a,b\in \mathbb {R} } darstellen, also als Linearkombination aus 1 und {\displaystyle j}. Die Definition einer allgemeinen Multiplikation für anormal-komplexe Zahlen vervollständigt sich durch eine Definition für das Quadrat der nicht-reellen Einheit, und zwar durch
{\displaystyle j^{2}=1,} also {\displaystyle (1+j)(1-j)=0,}
wobei natürlich {\textstyle j\neq \pm 1} zu beachten ist. Außerdem ist analog zu den komplexen Zahlen die zu {\displaystyle z=a+b\cdot j} mit {\displaystyle a,b\in \mathbb {R} } konjugierte Zahl
{\displaystyle {\bar {z}}:=a-b\cdot j}
definiert.

## Eigenschaften
Wie alle hyperkomplexen Algebren erfüllen auch die anormal-komplexen Zahlen das rechts- und linksseitige Distributivgesetz. Wie die komplexen Zahlen sind sie zudem kommutativ und assoziativ, und zwar zwangsläufig, da es nur ein von der 1 verschiedenes Basiselement gibt, nämlich {\displaystyle j:}
{\displaystyle 1\cdot j=j\cdot 1=j}
{\displaystyle 1\cdot (1\cdot j)=1\cdot j=(1\cdot 1)\cdot j=j}
{\displaystyle 1\cdot (j\cdot j)=1\cdot 1=1=j\cdot j=(1\cdot j)\cdot j}
Die anormal-komplexen Zahlen bilden also einen kommutativen Ring mit Einselement, der aber – im Unterschied zu {\displaystyle \mathbb {C} } – kein Körper ist, sondern ein Ring mit zwei nichttrivialen Idealen, den reellzahligen Vielfachen von {\displaystyle 1+j} und denen von {\displaystyle 1-j}, anschaulich also den durch den Ursprung verlaufenden Diagonalen der Zahlenebene. Hauptideale sind sie, da sie jeweils von einem einzigen Element erzeugt werden. Sie sind beide Nullteiler, denn 0 ergibt sich als Produkt eines beliebigen Elementes des einen Ideals mit einem beliebigen Element des anderen:
{\displaystyle a(1+j)\cdot b(1-j)=ab(1^{2}-j^{2})=ab(1-1)=ab\cdot 0}
Eine Norm oder ein Betrag ist für anormal-komplexe Zahlen nicht definiert, aber dennoch gibt es zwei Eigenschaften, die sich so bei der Multiplikation „weitervererben“ wie die Norm bei komplexen Zahlen oder die Determinante bei Matrizen (im Sinne von „Norm/Determinante des Produktes gleich Produkt der Normen/Determinanten der Faktoren“):
1. Die Summe aus Real- und Nichtrealteil (weil sich {\displaystyle j} bei Multiplikation wie 1 verhält)
2. Das Produkt einer Zahl {\displaystyle z} (wie oben) mit ihrer Konjugierten:

{\displaystyle z{\bar {z}}=(a+b\cdot j)(a-b\cdot j)=a^{2}-b^{2}\cdot j^{2}=a^{2}-b^{2},}
was stets eine reelle Zahl ergibt. Diese ist
1. negativ für {\displaystyle |a|<|b|}
2. gleich Null für {\displaystyle |a|=|b|}
3. positiv für {\displaystyle |a|>|b|.}

Wie alle komplexen Zahlen desselben Betrages auf einem Kreis liegen, liegen alle anormal-komplexen Zahlen, deren Produkt mit ihrem Konjugierten einen festen Wert hat, auf einer Hyperbel; deshalb werden sie im Englischen auch „hyperbolic numbers“ genannt.
Mithin folgen die anormal-komplexen Zahlen einer Minkowski-Metrik wie Zeit (= Realachse) und Raumrichtung (= Nichtrealachse) in der speziellen Relativitätstheorie. Bei der Beschreibung der klassischen reellen Minkowski-Ebene spielen die anormal-komplexen Zahlen eine analoge Rolle wie die komplexen Zahlen bei der Beschreibung der klassischen reellen Möbiusebene.

## Isomorphie zum komponentenweisen Produkt
Stellt man die Elemente als Linearkombination von {\displaystyle u:={\frac {1+j}{2}}\quad {\text{und}}\quad {\bar {u}}={\frac {1-j}{2}}} dar, entkoppeln sich die Komponenten im Produkt, denn {\displaystyle u^{2}=u,\quad u{\bar {u}}={\bar {u}}u=0,\quad {\bar {u}}^{2}={\bar {u}}} und damit {\displaystyle (au+b{\bar {u}})(cu+d{\bar {u}})=acu+bd{\bar {u}}}Somit sind die anormal-komplexen Zahlen {\displaystyle \mathbb {R} [j]=\mathbb {R} [u]} isomorph zu {\displaystyle \mathbb {R\oplus R} } mit dem komponentenweisen Produkt.

## Belege
1. ↑  Walter Benz: Vorlesungen über Geometrie der Algebren. Springer, 1973, ISBN 9783642886706, S. 45.